# Bukit Damar-ilam
Bukit Damar-ilam är en kulle i Indonesien.   Den ligger i provinsen Aceh, i den västra delen av landet, 1 600 km nordväst om huvudstaden Jakarta. Toppen på Bukit Damar-ilam är 217 meter över havet, eller 92 meter över den omgivande terrängen. Bredden vid basen är 1,7 km.
Terrängen runt Bukit Damar-ilam är huvudsakligen platt, men åt nordost är den kuperad.Runt Bukit Damar-ilam är det mycket tätbefolkat, med 1 018 invånare per kvadratkilometer. Närmaste större samhälle är Langsa, 18,0 km öster om Bukit Damar-ilam. I omgivningarna runt Bukit Damar-ilam växer i huvudsak städsegrön lövskog.